# Lijst van beschermd erfgoed in Sainte-Ode
Onderstaande tabel geeft een overzicht van de beschermde erfgoederen in de gemeente Sainte-Ode. Het beschermd erfgoed maakt deel uit van het cultureel erfgoed in België.
| Object                     | Bouwjaar/architect | Deelgemeente | Adres                | Coördinaten                   | Nummer?                | Afbeelding |
| -------------------------- | ------------------ | ------------ | -------------------- | ----------------------------- | ---------------------- | ---------- |
| Es (fraxinus excelsior L.) |                    |              | Magerotte 10, Tillet | 49° 58' 35" NB, 5° 34' 28" OL | 82038-CLT-0001-01 Info |            |